# Повіт Ійо
Пові́т Ійо́ (яп. 伊予郡, いよぐん, МФА: [ijo guɴ]) — повіт в префектурі Ехіме, Японія. Станом на 1 липня 2012 року його площа становила 121,89 км². Населення складало 51 893 осіб, а густота населення — 426 осіб/км². До складу повіту входять містечка Масакі та Тобе.